# Gyrojet
 (juillet 2023).
La mise en forme du texte ne suit pas les recommandations de Wikipédia : il faut le « wikifier ».
Les points d'amélioration suivants sont les cas les plus fréquents. Le détail des points à revoir est peut-être précisé sur la page de discussion.
- Les titres sont pré-formatés par le logiciel. Ils ne sont ni en capitales, ni en gras.
- Le texte ne doit pas être écrit en capitales (les noms de famille non plus), ni en gras, ni en italique, ni en « petit »…
- Le gras n'est utilisé que pour surligner le titre de l'article dans l'introduction, une seule fois.
- L'italique est rarement utilisé : mots en langue étrangère, titres d'œuvres, noms de bateaux, etc.
- Les citations ne sont pas en italique mais en corps de texte normal. Elles sont entourées par des guillemets français : « et ».
- Les listes à puces sont à éviter, des paragraphes rédigés étant largement préférés. Les tableaux sont à réserver à la présentation de données structurées (résultats, etc.).
- Les appels de note de bas de page (petits chiffres en exposant, introduits par l'outil «  Source ») sont à placer entre la fin de phrase et le point final[comme ça].
- Les liens internes (vers d'autres articles de Wikipédia) sont à choisir avec parcimonie. Créez des liens vers des articles approfondissant le sujet. Les termes génériques sans rapport avec le sujet sont à éviter, ainsi que les répétitions de liens vers un même terme.
- Les liens externes sont à placer uniquement dans une section « Liens externes », à la fin de l'article. Ces liens sont à choisir avec parcimonie suivant les règles définies. Si un lien sert de source à l'article, son insertion dans le texte est à faire par les notes de bas de page.
- La présentation des références doit suivre les conventions bibliographiques. Il est recommandé d'utiliser les modèles {{Ouvrage}}, {{Chapitre}}, {{Article}}, {{Lien web}} et/ou {{Bibliographie}}. Le mode d'édition visuel peut mettre en forme automatiquement les références.
- Insérer une infobox (cadre d'informations à droite) n'est pas obligatoire pour parachever la mise en page.

Pour une aide détaillée, merci de consulter Aide:Wikification.
Si vous pensez que ces points ont été résolus, vous pouvez retirer ce bandeau et améliorer la mise en forme d'un autre article.
Le Gyrojet est une famille d'armes à feu avec un fonctionnement unique développé dans les années 1960 et qui tient son nom de la méthode de stabilisation gyroscopique de ses projectiles. Plutôt que des balles inertes, les Gyrojets tirent de petites fusées/roquettes appelées Microjets qui ont peu de recul et ne nécessitent pas de canon ou de chambre lourde pour résister à la pression des gaz de combustion puisqu'il n'est pas nécessaire de les contenir comme sur une arme conventionnelle. La vitesse à la sortie du tube était très faible, mais a augmenté à environ 380m/s à 9m. Le résultat est une arme très légère et compacte pour un système aussi atypique.
Avec une production très limitée, ils sont aujourd'hui un objet de collection convoité avec des prix, même pour le modèle le plus courant, dépassant les 1 000 $. Ils sont rarement utilisés par les propriétaires. En effet, les munitions, lorsqu'elles sont disponibles, peuvent coûter plus de 100 $ par cartouche, un prix assez dissuasif.

## Histoire
Robert Mainhardt et Art Biehl ont uni leurs compétences pour former MBAssociates, ou MBA, afin de développer les cartouches de roquettes perforantes développées par Biehl. Développées à l'origine dans un calibre .51, ces munitions étaient des fusées automotrices autonomes avec des calibres allant du calibre .49 et du 6 mm au 20 mm.
Une première famille d'armes Gyrojet a été conçue, comprenant le pistolet, la carabine et un fusil, ainsi qu'une mitrailleuse légère et un pistolet à aiguille connu sous le nom de Lancejet. Cependant, seuls le pistolet et la carabine ont été fabriqués. Les carabines, présentant un design typique de l'ère spatiale, et une variante de fusil d'assaut avec un chargeur amovible inséré dans la poignée ont été testées par l'armée américaine, qui a mis en lumière les problèmes. L'un de ces problèmes était que les orifices de ventilation laissaient entrer l'air humide dans ce qui sert de carburant à la munition, ce qui rendait la combustion considérablement moins fiable. Ces ports eux-mêmes pourraient également s'encrasser assez facilement sur les terrains d'opération, bien qu'il ait été suggéré que cela puisse être résolu en scellant les chargeurs ou les ports de ventilation eux-mêmes.
Les versions du Gyrojet testées étaient très imprécises, encombrantes, lentes à approvisionner et présentaient un fiabilité assez mauvaise. Au mieux, un taux d'échec de 1 % a été suggéré mais les utilisateurs citent des chiffres bien pires, avec de nombreux coups qui ont raté la première fois mais qui ont tiré plus tard (long-feu). Ces inconvénients auraient peut-être pu être surmontés avec le temps et des investissements, mais la technologie n'offrait pas suffisamment d'avantages par rapport aux armes légères conventionnelles pour survivre.
Le concepteur original, Robert Mainhardt, a demandé l'aide de son ami Nick Minchakievich de Pleasanton, Californie, avant 1962, pour tenter de stabiliser les performances des projectiles ou des munitions. Minchakievich a d'abord développé des ailerons rétractables après que l'allumage arrière s'est avéré trop dangereux. Mais les ailerons rétractables se sont avérés trop coûteux et nécessitaient un usinage trop poussé pour une production à grande échelle. Les deux calibres expérimentaux à ailerons rétractables étaient de 6 mm et 13 mm.
Pressé de trouver une solution afin de saisir l'opportunité de gros contrats gouvernementaux, Minchakievich a alors eu l'idée d'ajouter des ports ventilés positionnés en diagonale pour faire tourner les projectiles ou les munitions tout en avançant, stabilisant les projectiles de manière gyroscopique, de la même manière que les munitions conventionnelles grâce au filetage des canons. Cette méthode a été utilisée pour tous les calibres Mainhardt du Gyrojet. Minchakievich a alors averti Mainhardt que précipiter le projet ne ferait que le rendre peu fiable et de mauvaise qualité.
Travaillant gratuitement depuis son laboratoire de Livermore Aerospace Plastics, Minchakievich a demandé six mois supplémentaires pour perfectionner un projectile précis et rendre le Gyrojet plus fiable, avec l'ambition de le rendre plus célèbre que le Colt Peacemaker. Mainhardt et l'armée de l'air ont décliné car les munitions et les technologies déjà existantes étaient trop demandées pour le Vietnam. Minchakievich a même tenté une stratégie de marketing en faisant appel à Gene Roddenberry pour utiliser le pistolet dans des épisodes de la série Star Trek. Bien que Roddenberry aimait le Gyrojet, il préférait mettre en scène des personnages avec un "pistolet à rayons" et non un pistolet qui tirait simplement une fusée, aussi avancé soit-il pour le XXe siècle.

## Conception

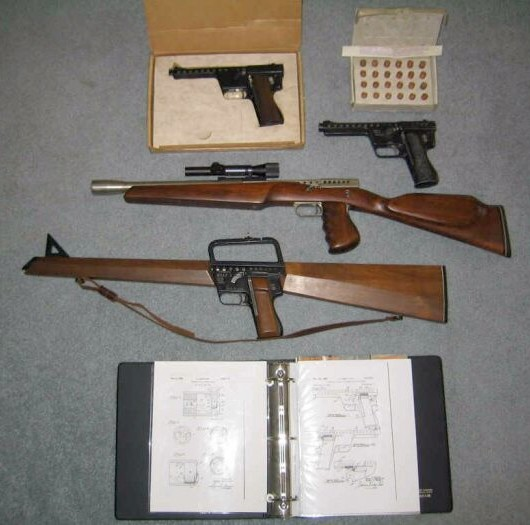
La famille Gyrojet : deux pistolets Gyrojet, une carabine et le fusil. Dans le coin supérieur droit se trouve une boîte de roquette de 13mm, et en bas se trouve un livre de schémas pour les armes.

La différence majeure avec une arme à feu conventionnelle et le système Gyrojet est que le projectile d'une arme à feu conventionnelle prend en vitesse jusqu'à atteindre sa Vmax dans le canon de l'arme à feu, puis ralentit le long de sa trajectoire; la fusée, elle, continue d'accélérer tant que le carburant brûle, puis continue son vol comme une balle classique. Une balle a une énergie cinétique maximale à la bouche du canon; une fusée a une énergie cinétique maximale immédiatement après que son carburant a été totalement consumé. Le temps de combustion d'une fusée Gyrojet a été rapporté comme 1⁄10 de seconde par un livre du Bathroom Reader's Institute et 0,12 seconde par "The 'DeathWind' Project".
Le canon rayé d'une arme à feu doit être fabriqué avec une grande précision et il doit être capable de résister à des pressions extrêmement élevées à cause des gaz résultant de la combustion; il est soumis à une usure importante en cours d'utilisation. La fusée Gyrojet est tirée à travers un simple tube droit à paroi lisse sans grande résistance.
En faisant tourner le projectile, la précision est grandement augmentée. Pour une balle conventionnelle, cela est créé par les rayures en spirale dans le canon. Une fusée n'a pas assez d'énergie initiale pour permettre une stabilisation de cette façon. La stabilisation en rotation du Gyrojet a été assurée en inclinant les quatre minuscules ports d'aération de fusée plutôt qu'en forçant le projectile à travers un canon rayé. Les gaz de combustion libérés à l'intérieur du baril étaient évacués par des trous d'aération dans celui-ci.
Cette munition présente une vitesse légèrement supérieure à Mach un, et environ deux fois plus d'énergie que la cartouche commune .45 ACP. Alors que les chiffres des tests varient considérablement, les testeurs rapportent qu'il y avait une craquement sonique de certains tirs, mais seulement un sifflement pour d'autres, suggérant que la vitesse maximale variait de légèrement en-dessous à légèrement au-dessus de Mach 1.
En 1965, l'entreprise fabricant le pistolet revendiquait une précision de tir de 5 mil (environ 17 MOA, soit environ 4,5 pouces à 25 mètres), ce qui était bien pire que les pistolets conventionnels de l'époque. Cependant, dans les tests ultérieurs, la précision était encore plus médiocre ; la différence semble avoir été due à un défaut de fabrication de production ultérieur qui bloquait partiellement l'un des orifices d'échappement, créant une poussée asymétrique qui provoquait une trajectoire en tire-bouchon du projectile dans les airs et rendait le point d'impact totalement imprévisible.
Environ un millier de pistolets modèle "Rocketeer" ont été produits; quelques-uns ont servi pendant la guerre du Vietnam et ont été présentés dans le livre et le film de James Bond You Only Live Twice, le film de Matt Helm Murderers 'Row, ainsi que l'un des romans The Man from UNCLE, The Monster Wheel Affair . À peu près de la même taille que le Colt M1911, le Gyrojet était considérablement plus léger à seulement 625 g, car la structure était majoritairement en Zamac, un alliage de zinc. L'arme était armée en faisant glisser vers l'avant un levier au-dessus de la gâchette pour charger une balle dans le pistolet; le levier rebondit lorsque la détente a été tirée. Le levier frappe la balle, enfonçant dans le percuteur. Lorsque la cartouche quitte la chambre, elle pousse à nouveau le levier vers l'avant pour la réarmer. Le pistolet n'avait pas de chargeur amovible; les cartouches devaient être poussées vers le bas depuis la "culasse" ouverte, puis maintenues en place en glissant rapidement un couvercle sur elles sur le dessus du pistolet. Le rechargement rapide était impossible au vu de son fonctionnement et de sa munition.
De nouveaux tests en 2003, réalisés avec les nouvelles technologies, ont affirmé que l'accélération, plutôt que d'être constante comme imaginée à l'époque, commençait en fait à une valeur élevée et diminuait durant le parcours du projectile, conduisant à des vitesses à courte distance qui n'étaient pas aussi faibles que prévu, environ 100 pi/s (30 m/s) à 1 pied (30 cm) au lieu des 20 calculés. Les testeurs ont suggéré que le processus de fabrication (secret) a été conçu pour obtenir cet effet. Cependant, une analyse indépendante des données publiées de ces testeurs montre que leurs conclusions ont été mal calculées. L'accélération du projectile a en fait commencé bas et a continuellement augmenté au cours du vol mesuré de la balle.

## Variantes

### Gyrojet MkI
Mis à part quelques Gyrojets testés par l'armée américaine,, la plupart des Gyrojets ont été vendus sur le marché commercial civil à partir du milieu des années 1960. Il s'agissait de Mark I Gyrojets, qui lançaient une fusée de calibre .51, une munition coûteuse à produire et à acheter, ce qui l'a rendue très rare.

### Gyrojet MkII
En 1968, le Gun Control Act américain de 1968 a créé un nouveau terme juridique, le dispositif destructeur . En vertu de la nouvelle loi, toute arme tirant un projectile rempli d'explosifs de plus d'un demi-pouce de diamètre était considérée comme un engin destructeur et nécessitait de payer une taxe et d'obtenir une licence. Le processus d'enregistrement a été modifié plusieurs années plus tard, mais dans l'intervalle, MBA a créé le Gyrojet Mark II légalement, tirant une fusée de calibre .49.
Cette nouvelle loi a rendu l'arme encore plus difficile à se procurer, car le besoin de détenir un licence spéciale a contraint pas mal de personnes.

### Fusil d'assaut Gyrojet
Une variante du fusil d'assaut avec une ergonomie semblable à celle du M16 a été testée par l'armée américaine. Cette variante avait une capacité de tir en automatique et un chargeur inséré dans une poignée amovible. Pour augmenter la capacité de munitions, il est possible que ce fusil ait été chambré avec un projectile de 6 millimètres.

### Carabine Gyrojet
Livrée avec une crosse de type fusil équipée d'une poignée pistolet et d'une lunette.

### Gyrojet Derringer
Un pistolet type Derringer à canon supérieur chambré pour la cartouche Gyrojet.

### Lanceur de fusée éclairante Gyrojet
Le principe Gyrojet a également été examiné pour une utilisation de fusées éclairantes de survie, et une idée similaire a été explorée pour une arme de type lance-grenades. La version fusée de survie d'urgence (A / P25S-5A) a été utilisée pendant de nombreuses années au sein de l'USAF dans les kits de survie, pour la signalisation des opérations avancées, avec des fusées éclairantes disponibles en différente couleur: blanc, vert, bleu et rouge. Connu sous le nom de fusée éclairante gyrojet, l'A/P25S-5A était livré avec une cartouchière de sept fusées éclairantes et avait une altitude effective de plus de 1 500 pieds (457,2 mètres). Son projectile arrondi a été choisi pour ricocher à travers les arbres et la canopée de branches.

### Gyrojet Lancejet
Une variante d'arme à feu sous-marine, qui était un véritable sujet de recherche à l'époque, du Gyrojet appelée "Lancejet" a été envisagée et étudiée pour être utilisée par l'armée américaine. Elle a été planifiée et testée mais n'a pas été adoptée ; la précision désastreuse de l'arme l'a finalement fait disparaître.

### Pistolet poivrière Gyrojet
Un pistolet expérimental de type poivrière (revolver sans canon) Gyrojet à douze canons, a été étudié et devait être utilisé dans la version cinématographique de You Only Live Twice, mais ne l'a pas été.